# Hylexetastes stresemanni
Hylexetastes stresemanni là một loài chim trong họ Furnariidae.